# Drayton (Norfolk)
Pour les articles homonymes, voir Drayton.
Drayton est un village et une paroisse civile du Norfolk, en Angleterre.

## Toponymie
Drayton est un nom d'origine vieil-anglaise qui désigne une ferme (tūn) située près d'un portage ou d'une côte utilisée pour transporter des charges lourdes (dræg). Il est attesté sous la forme Draituna dans le Domesday Book, compilé en 1086.

## Géographie
Drayton est situé à 7 km au nord-ouest du centre-ville de Norwich, sur la route A1067 (en). La Wensum (en), un affluent de la Yare, coule au sud du village. Administrativement, il relève du district non métropolitain de Broadland.

## Démographie
Au recensement de 2011, la paroisse civile de Drayton comptait 5 489 habitants.
| 1801 | 1811 | 1821 | 1831 | 1841 | 1851 | 1881 |
| ---- | ---- | ---- | ---- | ---- | ---- | ---- |
| 244  | 269  | 283  | 349  | 372  | 472  | 408  |

| 1891 | 1901 | 1911 | 1921 | 1931 | 1951 | 1961  |
| ---- | ---- | ---- | ---- | ---- | ---- | ----- |
| 420  | 486  | 514  | 557  | 653  | 983  | 1 346 |

| 1971  | 1981 | 1991 | 2001 | 2011  | - | - |
| ----- | ---- | ---- | ---- | ----- | - | - |
| 2 461 | ?    | ?    | ?    | 5 489 | - | - |

## Culture locale et patrimoine

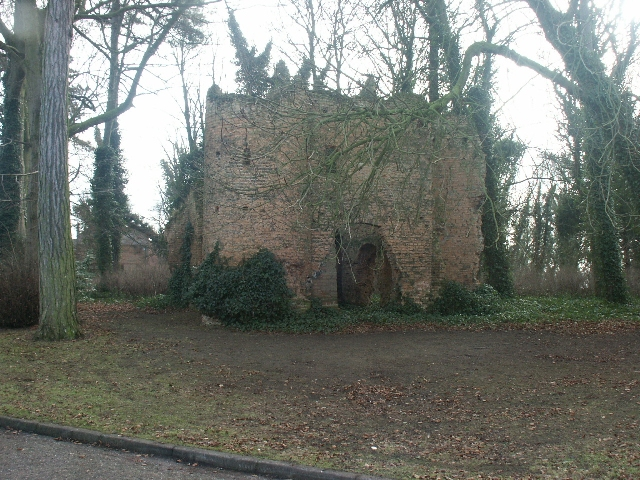
Les ruines de Drayton Lodge en 2006.

L'église paroissiale de Drayton est dédiée à sainte Marguerite. Le bâtiment est d'origine médiévale, mais il a été en grande partie reconstruit au XIXe siècle. C'est un monument classé de grade II* depuis 1984.
Drayton comprend un autre monument classé de grade II* : les ruines de Drayton Lodge, une forteresse en briques construite pour le compte du chevalier John Fastolf en 1437. Après sa mort, en 1459, le bâtiment est abandonné et tombe en ruines en raison de la dispute qui oppose la famille Paston et le duc John de la Pole concernant son héritage,.